# Simon Jones
Simon Jones (ur. 8 czerwca 1978 w Newport) – brytyjski wioślarz.

## Osiągnięcia
- Mistrzostwa Świata – Sewilla 2002 – ósemka wagi lekkiej – 5. miejsce[1].
- Mistrzostwa Świata – Gifu 2005 – czwórka bez sternika wagi lekkiej – 8. miejsce[1].
- Mistrzostwa Świata – Monachium 2007 – czwórka podwójna wagi lekkiej – 3. miejsce[1].
- Mistrzostwa Świata – Linz 2008 – czwórka podwójna wagi lekkiej – brak[1][2].